# 筒袖
筒袖（つつそで）は、字が示す通り筒状の衣服の袖の形態の一つであるが、洋服は全て袂（たもと）のない細い筒袖であるため、通常和服の袖の形態をさす。明治時代には洋服の袖も筒袖と呼ぶことがあった。

## 概要
主に日本では屋外などの仕事の労働着として存在し、特徴は、袂が無いこと、身八つ口が無く袖全体が身頃に直接縫いつけられていることである。「筒袖」の着物の記録は東北地方の漁村で漁師（網衆）が主に着用した「筒っぽう」、「つっぽ」と呼ばれた着物がある。
現在留袖や振袖は袖の形態から転じて着物そのものの名称になっている。
和裁の業界では大振袖の「袂」を筒状に仕上げた和服の仕立てを「大名袖」といい、伝統的で雅びな仕立て方として、現在でも新生児の神社へのお宮参りの晴着に多く用いられる。これは、時代が後になっても神殿での装束の形態をその一部に残したものではないかと推測される。

## 変遷
４～６世紀後半頃の山倉古墳群出土の人物埴輪は、古墳での儀式を再現し、手が隠れるほどに長い筒袖を着る渡来人の装いを表現しているとされる。
平安時代前期までは、着物の袖は全て細い筒袖であったことが埴輪や高松塚古墳壁画、正倉院宝物から判明している。以後、国風文化の興隆や生活様式の変化により袖は巨大化していった。しかし、後世鎌倉時代の遺品である鶴岡八幡宮の神宝装束は身八つ口を縫い付けていることから、「平安時代の装束も巨大な筒袖だったのではないか」と言う説がある。
平安時代後期からは、小袖が庶民の表着として登場するが、絵巻物に見られるそれは筒袖ではなく袂が存在していた。
近世においては、炊婦や船頭、かごかきなどの労働者が着用する衣服として定着していたが、明治中期頃から質素を旨とする教員や生徒の服装として筒袖が推奨されるようになった。明治20年（1887年）には、愛知県知事が小学校生徒に洋服または筒袖の着用を勧め、明治35年（1902年）の奈良県師範学校女子部創設時には平常時の生徒衣服として「縞木綿筒袖衣に海老茶袴」が規定され、翌年には福島の師範学校でも筒袖と海老茶袴が生徒の制服となり、明治37年（1904年）には新潟県が女教員の制服を筒袖木綿袴に決定、明治38年（1905年）には大阪府女子師範学校でも筒袖袴化が進められた。しかし階級意識の強かった当時において、下級労働者の衣服であった筒袖のイメージは芳しくなく、女子師範学校生徒の筒袖は「あの不細工な筒袖」といって軽蔑されたり、筒袖では生徒の尊敬を得られない、人を訪問したり外を歩いたりが憚られるため学内でしか着用できず不経済である、といった反発もあったが、動きやすいことや質素な服装を良しとする女児教育を理由に、その後も、鹿児島、広島、兵庫と女教師の制服として筒袖が一般化していった。
現在見られる筒袖の和服としては神社へのお宮参りの晴着、肌襦袢や法被（はっぴ）、鯉口シャツ、作務衣などがある。